# 丹尼尔·爱森斯坦
丹尼尔·爱森斯坦 (英語：Daniel Eisenstein，1970年—)，美国天文学家、宇宙学家。自2010年起担任哈佛大学天文学教授。

## 教育经历
爱森斯坦1996年从哈佛大学获得博士学位，然后在普林斯顿高等研究院和芝加哥大学进行博士后研究。

## 学术生涯
爱森斯坦研究的焦点是重子声学振荡方法的发展，以测量宇宙距离尺度和研究暗能量。
他在亚利桑那大学的天文学系工作了9年，之后于2010年起担任哈佛大学天文学教授。
自1998年以来，他一直活跃于斯隆数字巡天工作，从2007年到2015年担任SDSS-III的主任。他现在是暗能量光谱仪器合作的联合发言人。他是JWST近红外相机仪器组，SDSS-IV联盟和Euclid财团的成员。 2012年，他担任国家科学基金会天文组合评估委员会主席。他曾经是许多其他科学合作和国家委员会的成员。

## 奖项和荣誉
2014年，他与约翰·皮考克和肖恩·科尔被共同授予“邵逸夫天文学奖”，以表彰他们在测量星系大尺度结构特征上的贡献，这些测量包括重子声学振荡和红移空间畸变，其结果可以对宇宙学模型作出限制。此外，他于同年当选为美国国家科学院院士。
2016年，他获得西蒙斯研究员奖资助。
一颗小行星(183287 Deisenstein)以他命名。